# Cho Dong-gun
Cho Dong-gun (조동건?, 趙東建?; 16 aprile 1986) è un ex calciatore sudcoreano, di ruolo attaccante.

## Palmarès

### Club

#### Competizioni internazionali
- AFC Champions League: 1

Seongnam Ilhwa Chunma: 2010